# Elektrická jednotka 405.95
Elektrická jednotka 405.95 je úzkorozchodná ozubnicová elektrická jednotka používaná na trati Tatranské ozubnicové železnice z Štrby na Štrbské Pleso od roku 1970 do roku 2020. Jedná se jednotku složenou z elektrického motorového a řídicího vozu.

## Historie
V roce 1970 po znovuobnovení ozubnicové trati Štrba – Štrbské Pleso bylo potřeba zakoupit vhodné elektrické jednotky, kterými by byla doprava na této trati zajišťována při Mistrovství světa v klasickém lyžování v roce 1970. Vzhledem k tomu, že se v tehdejším Československu vhodná vozidla nevyráběla, bylo rozhodnuto o nákupu jednotek od švýcarské firmy SLM Winterthur. Ze Švýcarska byly celkově zakoupeny tři jednotky. Jejich elektrické vozy byly označeny jako řadou EMU 29.0 a řídicí vozy řadou R 29.0. Po přechodu na nové značení došlo k přeznačení na řadu 405.95 pro elektrický vůz a 905.95 pro vůz řídicí.

## Vlastnosti
Rozchod jednotky je shodný s rozchodem Tatranských elektrických železnic, tedy 1 000 milimetrů. Jednotka je dvoudílná a skládá se z řídícího a elektrického motorového vozu. Elektrický vůz je osazen dvěma trakčními motory o celkovém výkonu 335 kW, který přes hřídele a převodovku pohání vždy jedno ozubené kolo s průměrem 573 mm. Vozy jsou vybaveny několika brzdovými systémy – elektrodynamickou brzdou, západkovou zajišťovací brzdou a ruční a hydraulickou pásovou brzdou.
Nátěr jednotek je proveden ve dvoubarevném provedení se spodní částí červenou a vrchním pásem v krémové barvě. Zajímavostí je, že jednotky nebyly za celých čtyřicet let provozu ani jednou přelakovány – slouží tedy v původním laku z výroby.
Obě části jednotky mají ve svém čele stanoviště strojvedoucího, prostřední část pro cestující je spojena průchodovým můstkem, takže je možný přechod mezi vozy. Kapacita jednotky je 124 míst k sezení a 126 míst ke stání. Po jedné straně vozidla se nachází šest dveří. Toaleta se v jednotce vzhledem ke krátké délce trati nenachází.

## Provoz
Až do roku 2020 byly na Tatranské ozubnicové železnici k dispozici tři jednotky této řady označené jako 405.951+ 905.951 až 405.953+905.953. Jednotky dlouhodobě dosahovaly vysoké spolehlivosti. V letech 2020–2021 prošla trať velkou rekonstrukcí, po níž zůstanou v provozu pouze dvě jednotky a to převážně pro zvláštní jízdy a pro posilovou dopravu. Pro nahrazení těchto jednotek v pravidelné dopravě bylo dodáno pět nových adhezně-ozubnicových jednotek řady 495.95.

## Galerie

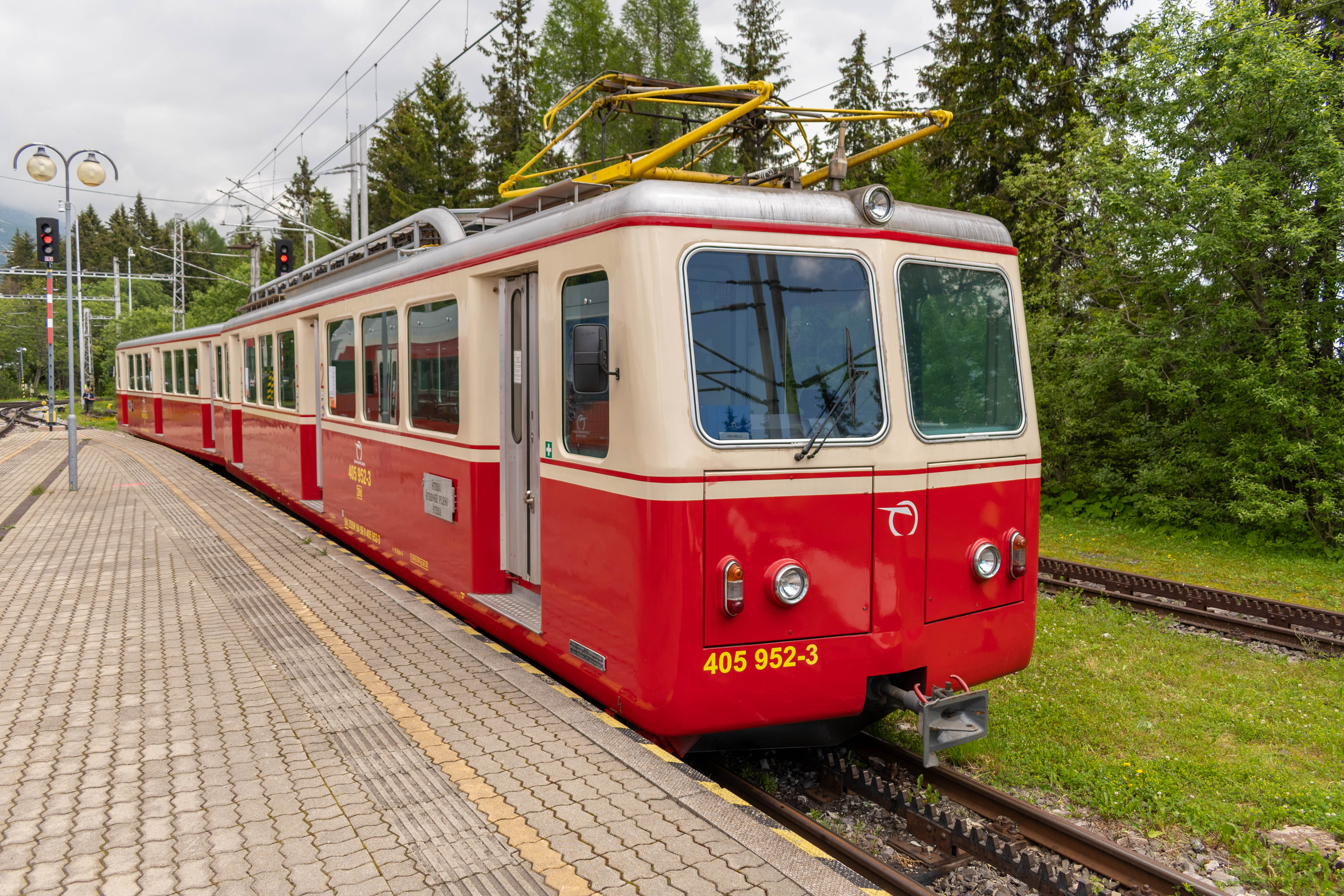
Jednotka řady 405.95 ve stanici Štrba. Odjíždí do stanice Štrbské Pleso. (2001)
- Jednotka ve stanici Štrbské Pleso
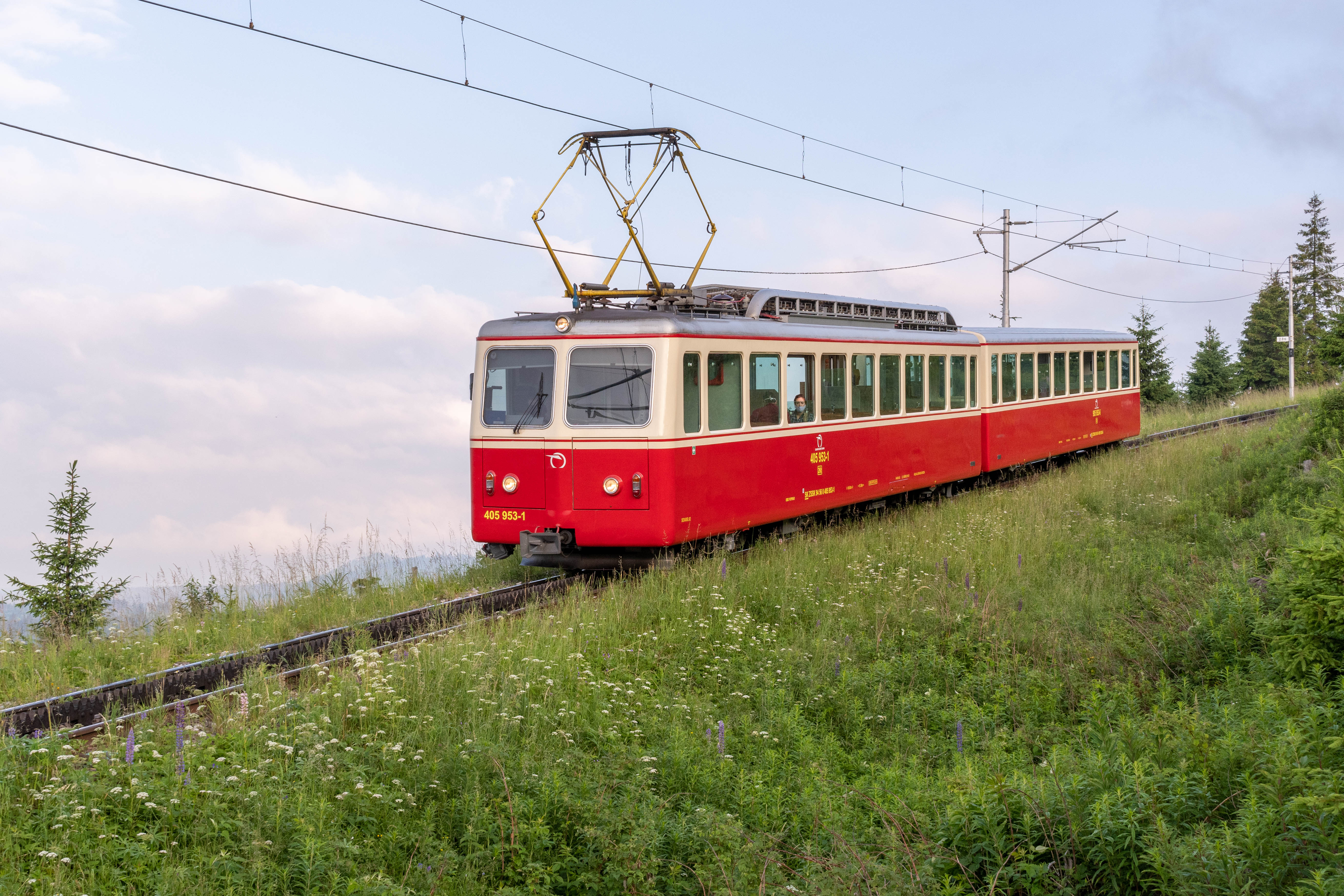
Jednotka na trati